# 党原镇
党原镇，是中华人民共和国甘肃省平凉市泾川县下辖的一个乡镇级行政单位。
2015年，甘肃省民政厅批复同意撤销党原乡，设立党原镇。

## 行政区划
党原镇下辖以下地区：
李家村、小徐村、代家村、丁寨村、东联村、西联村、城刘村、高寨村、湾口村、赵家村、唐家村、陈袁村、樊家村、吊沟村、完颜洼村、高崖村、徐家村、合道村、坷老村、永丰村、陈坳村、高丰村和柳寨村。